# National Register of Historic Places in Colorado

Karte der Countys von Colorado und Verteilung der NRHP-Einträge

Diese Tabelle enthält alle Listen, in denen die Einträge im National Register of Historic Places in den 64 Countys des US-amerikanischen Bundesstaates Colorado aufgeführt sind:

## Anzahl der Objekte und Distrikte nach County
|       | \| \| County \| Liste der Einträge in das NRHP im County \| Anzahl \| \| ----- \| ---------------- \| ---------------------------------------- \| ------- \| \| 1 \| Adams \| NRHP-Einträge im Adams County \| 18 \| \| 2 \| Alamosa \| NRHP-Einträge im Alamosa County \| 15 \| \| 3 \| Arapahoe \| NRHP-Einträge im Arapahoe County \| 22 \| \| 4 \| Archuleta \| NRHP-Einträge im Archuleta County \| 3 \| \| 5 \| Baca \| NRHP-Einträge im Baca County \| 4 \| \| 6 \| Bent \| NRHP-Einträge im Bent County \| 7 \| \| 7 \| Boulder \| NRHP-Einträge im Boulder County \| 81 \| \| 8 \| Broomfield \| keine NRHP-Einträge \| – \| \| 9 \| Chaffee \| NRHP-Einträge im Chaffee County \| 36 \| \| 10 \| Cheyenne \| NRHP-Einträge im Cheyenne County \| 2 \| \| 11 \| Clear Creek \| NRHP-Einträge im Clear Creek County \| 26 \| \| 12 \| Conejos \| NRHP-Einträge im Conejos County \| 10 \| \| 13 \| Costilla \| NRHP-Einträge im Costilla County \| 11 \| \| 14 \| Crowley \| NRHP-Einträge im Crowley County \| 1 \| \| 15 \| Custer \| NRHP-Einträge im Custer County \| 8 \| \| 16 \| Delta \| NRHP-Einträge im Delta County \| 16 \| \| 17.1 \| Downtown Denver \| NRHP-Einträge in Downtown Denver \| 142 \| \| 17.2 \| Northeast Denver \| NRHP-Einträge in Northeast Denver \| 70 \| \| 17.3 \| Southeast Denver \| NRHP-Einträge in Southeast Denver \| 42 \| \| 17.4 \| West Denver \| NRHP-Einträge in West Denver \| 43 \| \| 17 \| Denver: Gesamt \| NRHP-Einträge in Denver (gesamt) \| 291 1 \| \| 18 \| Dolores \| NRHP-Einträge im Dolores County \| 5 \| \| 19 \| Douglas \| NRHP-Einträge im Douglas County \| 27 \| \| 20 \| Eagle \| NRHP-Einträge im Eagle County \| 13 \| \| 21 \| El Paso \| NRHP-Einträge im El Paso County \| 92 \| \| 22 \| Elbert \| NRHP-Einträge im Elbert County \| 1 \| \| 23 \| Fremont \| NRHP-Einträge im Fremont County \| 23 \| \| 24 \| Garfield \| NRHP-Einträge im Garfield County \| 20 \| \| 25 \| Gilpin \| NRHP-Einträge im Gilpin County \| 6 \| \| 26 \| Grand \| NRHP-Einträge im Fremont Grand \| 26 \| \| 27 \| Gunnison \| NRHP-Einträge im Gunnison County \| 20 \| \| 28 \| Hinsdale \| NRHP-Einträge im Hinsdale County \| 11 \| \| 29 \| Huerfano \| NRHP-Einträge im Huerfano County \| 8 \| \| 30 \| Jackson \| NRHP-Einträge im Jackson County \| 2 \| \| 31 \| Jefferson \| NRHP-Einträge im Jefferson County \| 86 \| \| 32 \| Hinsdale \| NRHP-Einträge im Kiowa County \| 6 \| \| 33 \| Kit Carson \| NRHP-Einträge im Kit Carson County \| 6 \| \| 34 \| La Plata \| NRHP-Einträge im La Plata County \| 14 \| \| 35 \| Lake \| NRHP-Einträge im Lake County \| 9 \| \| 36 \| Larimer \| NRHP-Einträge im Larimer County \| 98 \| \| 37 \| Las Animas \| NRHP-Einträge im Las Animas County \| 35 \| \| 38 \| Lincoln \| NRHP-Einträge im Lincoln County \| 2 \| \| 39 \| Logan \| NRHP-Einträge im Logan County \| 12 \| \| 40 \| Mesa \| NRHP-Einträge im Mesa County \| 34 \| \| 41 \| Mineral \| NRHP-Einträge im Mineral County \| 2 \| \| 42 \| Moffat \| NRHP-Einträge im Moffat County \| 14 \| \| 43 \| Montezuma \| NRHP-Einträge im Montezuma County \| 35 \| \| 44 \| Montrose \| NRHP-Einträge im Montrose County \| 26 \| \| 45 \| Morgan \| NRHP-Einträge im Morgan County \| 16 \| \| 46 \| Otero \| NRHP-Einträge im Otero County \| 17 \| \| 47 \| Ouray \| NRHP-Einträge im Ouray County \| 4 \| \| 48 \| Park \| NRHP-Einträge im Park County \| 24 \| \| 49 \| Phillips \| NRHP-Einträge im Phillips County \| 9 \| \| 50 \| Pitkin \| NRHP-Einträge im Pitkin County \| 36 \| \| 51 \| Prowers \| NRHP-Einträge im Prowers County \| 15 \| \| 52 \| Pueblo \| NRHP-Einträge im Pueblo County \| 64 \| \| 53 \| Rio Blanco \| NRHP-Einträge im Rio Blanco County \| 12 \| \| 54 \| Rio Grande \| NRHP-Einträge im Rio Grande County \| 13 \| \| 55 \| Routt \| NRHP-Einträge im Routt County \| 26 \| \| 56 \| Saguache \| NRHP-Einträge im Saguache County \| 9 \| \| 57 \| San Juan County \| NRHP-Einträge im San Juan County \| 11 \| \| 58 \| San Miguel \| NRHP-Einträge im San Miguel County \| 6 \| \| 59 \| Sedgwick \| NRHP-Einträge im Sedgwick County \| 2 \| \| 60 \| Summit \| NRHP-Einträge im Summit County \| 9 \| \| 61 \| Teller \| NRHP-Einträge im Teller County \| 10 \| \| 62 \| Washington \| NRHP-Einträge im Washington County \| 3 \| \| 63 \| Weld \| NRHP-Einträge im Weld County \| 40 \| \| 64 \| Yuma \| NRHP-Einträge im Yuma County \| 5 \| \| Summe \| Summe \| Summe \| 1.501 2 \| |                                          |         |
|       | County | Liste der Einträge in das NRHP im County | Anzahl  |
| 1     | Adams | NRHP-Einträge im Adams County            | 18      |
| 2     | Alamosa | NRHP-Einträge im Alamosa County          | 15      |
| 3     | Arapahoe | NRHP-Einträge im Arapahoe County         | 22      |
| 4     | Archuleta | NRHP-Einträge im Archuleta County        | 3       |
| 5     | Baca | NRHP-Einträge im Baca County             | 4       |
| 6     | Bent | NRHP-Einträge im Bent County             | 7       |
| 7     | Boulder | NRHP-Einträge im Boulder County          | 81      |
| 8     | Broomfield | keine NRHP-Einträge                      | –       |
| 9     | Chaffee | NRHP-Einträge im Chaffee County          | 36      |
| 10    | Cheyenne | NRHP-Einträge im Cheyenne County         | 2       |
| 11    | Clear Creek | NRHP-Einträge im Clear Creek County      | 26      |
| 12    | Conejos | NRHP-Einträge im Conejos County          | 10      |
| 13    | Costilla | NRHP-Einträge im Costilla County         | 11      |
| 14    | Crowley | NRHP-Einträge im Crowley County          | 1       |
| 15    | Custer | NRHP-Einträge im Custer County           | 8       |
| 16    | Delta | NRHP-Einträge im Delta County            | 16      |
| 17.1  | Downtown Denver | NRHP-Einträge in Downtown Denver         | 142     |
| 17.2  | Northeast Denver | NRHP-Einträge in Northeast Denver        | 70      |
| 17.3  | Southeast Denver | NRHP-Einträge in Southeast Denver        | 42      |
| 17.4  | West Denver | NRHP-Einträge in West Denver             | 43      |
| 17    | Denver: Gesamt | NRHP-Einträge in Denver (gesamt)         | 291 1   |
| 18    | Dolores | NRHP-Einträge im Dolores County          | 5       |
| 19    | Douglas | NRHP-Einträge im Douglas County          | 27      |
| 20    | Eagle | NRHP-Einträge im Eagle County            | 13      |
| 21    | El Paso | NRHP-Einträge im El Paso County          | 92      |
| 22    | Elbert | NRHP-Einträge im Elbert County           | 1       |
| 23    | Fremont | NRHP-Einträge im Fremont County          | 23      |
| 24    | Garfield | NRHP-Einträge im Garfield County         | 20      |
| 25    | Gilpin | NRHP-Einträge im Gilpin County           | 6       |
| 26    | Grand | NRHP-Einträge im Fremont Grand           | 26      |
| 27    | Gunnison | NRHP-Einträge im Gunnison County         | 20      |
| 28    | Hinsdale | NRHP-Einträge im Hinsdale County         | 11      |
| 29    | Huerfano | NRHP-Einträge im Huerfano County         | 8       |
| 30    | Jackson | NRHP-Einträge im Jackson County          | 2       |
| 31    | Jefferson | NRHP-Einträge im Jefferson County        | 86      |
| 32    | Hinsdale | NRHP-Einträge im Kiowa County            | 6       |
| 33    | Kit Carson | NRHP-Einträge im Kit Carson County       | 6       |
| 34    | La Plata | NRHP-Einträge im La Plata County         | 14      |
| 35    | Lake | NRHP-Einträge im Lake County             | 9       |
| 36    | Larimer | NRHP-Einträge im Larimer County          | 98      |
| 37    | Las Animas | NRHP-Einträge im Las Animas County       | 35      |
| 38    | Lincoln | NRHP-Einträge im Lincoln County          | 2       |
| 39    | Logan | NRHP-Einträge im Logan County            | 12      |
| 40    | Mesa | NRHP-Einträge im Mesa County             | 34      |
| 41    | Mineral | NRHP-Einträge im Mineral County          | 2       |
| 42    | Moffat | NRHP-Einträge im Moffat County           | 14      |
| 43    | Montezuma | NRHP-Einträge im Montezuma County        | 35      |
| 44    | Montrose | NRHP-Einträge im Montrose County         | 26      |
| 45    | Morgan | NRHP-Einträge im Morgan County           | 16      |
| 46    | Otero | NRHP-Einträge im Otero County            | 17      |
| 47    | Ouray | NRHP-Einträge im Ouray County            | 4       |
| 48    | Park | NRHP-Einträge im Park County             | 24      |
| 49    | Phillips | NRHP-Einträge im Phillips County         | 9       |
| 50    | Pitkin | NRHP-Einträge im Pitkin County           | 36      |
| 51    | Prowers | NRHP-Einträge im Prowers County          | 15      |
| 52    | Pueblo | NRHP-Einträge im Pueblo County           | 64      |
| 53    | Rio Blanco | NRHP-Einträge im Rio Blanco County       | 12      |
| 54    | Rio Grande | NRHP-Einträge im Rio Grande County       | 13      |
| 55    | Routt | NRHP-Einträge im Routt County            | 26      |
| 56    | Saguache | NRHP-Einträge im Saguache County         | 9       |
| 57    | San Juan County | NRHP-Einträge im San Juan County         | 11      |
| 58    | San Miguel | NRHP-Einträge im San Miguel County       | 6       |
| 59    | Sedgwick | NRHP-Einträge im Sedgwick County         | 2       |
| 60    | Summit | NRHP-Einträge im Summit County           | 9       |
| 61    | Teller | NRHP-Einträge im Teller County           | 10      |
| 62    | Washington | NRHP-Einträge im Washington County       | 3       |
| 63    | Weld | NRHP-Einträge im Weld County             | 40      |
| 64    | Yuma | NRHP-Einträge im Yuma County             | 5       |
| Summe | Summe | Summe                                    | 1.501 2 |